# Per Hjalmar Fagerholm
Per Hjalmar Fagerholm, född 31 juli 1914 i Stockholm, död 24 februari 1971 i Malmö, var en svensk ombudsman och riksdagspolitiker (högern).
Fagerholm, som var son till professor Erik Fagerholm och Elsa Westbergh, blev filosofie kandidat vid Stockholms högskola 1936, juris kandidat 1938 och juris licentiat 1942. Han var notarie och tillförordnad assessor vid Stockholms rådhusrätt 1938–1941, förste ombudsman vid Försäkringstjänstemannaförbundet 1942–1950, biträdande direktör vid AB Malmö Strumpfabrik 1950–1954, direktör för Nordisk konsultation AB 1955–1957 och bedrev egen advokatverksamhet i Malmö från 1958. Han var speciallärare vid Kungliga Tekniska högskolan 1945–1950 samt ledamot av stadsfullmäktige i Malmö 1955–1958 och vice ordförande i polisnämnden från 1957.
Fagerholm var ledamot av riksdagens andra kammare 1945-1952, invald i Stockholms stads valkrets.